# Habritys
Habritys is een geslacht van vliesvleugeligen uit de familie Pteromalidae. De wetenschappelijke naam van dit geslacht is voor het eerst geldig gepubliceerd in 1878 door Carl Gustaf Thomson.

## Soorten
Het geslacht Habritys omvat de volgende soorten:
- Habritys brevicornis (Ratzeburg, 1844)
- Habritys latrus Wallace, 1954
- Habritys subcrispus Xiao, 2002